# Música àrab

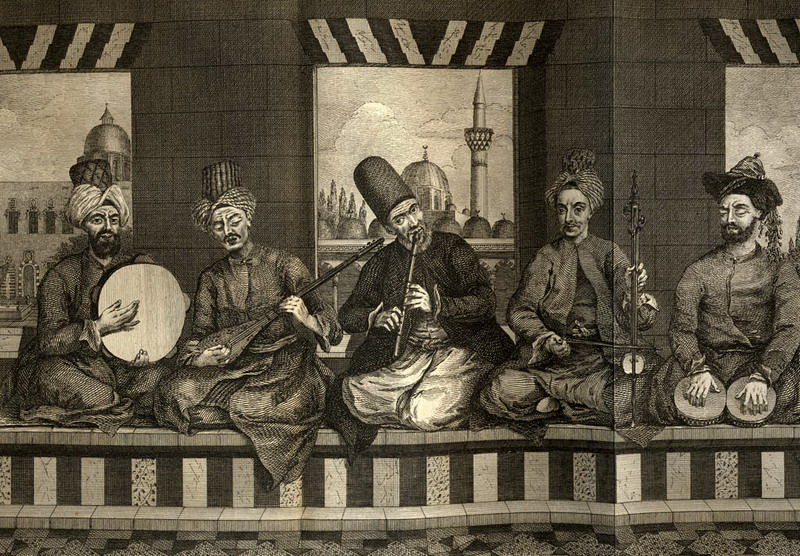
Musics a Aleppo, s.XVIII

La música àrab es classifica en tres tipus: clàssica, sentimental i tradicional. S'hi poden trobar des de peces de música secular i popular fins a algunes de caràcter eminentment religiós. És particular l'enfocament que la música àrab atorga a la melodia i el ritme, genera una música homofònica i contraposada a la qüestió harmònica.

## Edat d'or de l'islam
Els segles IX i X van veure una florida de la música àrab. El filòsof i esteta al-Farabí a finals del segle ix, va establir els fonaments de la teoria musical àrab moderna, basant-se en els maqam, o modes musicals. La seva obra es basava en la música de Ziryab, el músic de cort d'Andalusia, un reconegut polímata, les contribucions del qual a la civilització occidental van incloure menjar formal, talls de cabell, escacs i més, a més del seu domini de l'escena musical mundial del segle ix.
Els sumeris i accadis, els grecs i els perses van utilitzar les matemàtiques per crear notes utilitzades en llaüts i lires i altres instruments de corda. Partint de la idea que una corda pinçada o inclinada produeix una nota, van notar que una corda emetia un to diferent si es trepijta. "El gran descobriment" va ser escoltar la doble octava, atès que dividint una corda a la meitat produeix una nota una octava per sobre de la corda, amb notació en relació de dos a un.
Van mesurar les proporcions de longituds de corda d'un costat i de l'altre d'on es prement la corda, creant relacions. Aquestes proporcions els permetien comparar sons, per exemple, intervals de tercers, quarts, quintes i podien afinar una corda contra una altra en aquells intervals amb llaüts, lires, arpes, o cítares. Els llaüts els van donar la capacitat addicional de crear aquests intervals en una sola corda, afegint trasts a distàncies espaiades matemàticament en funció de les proporcions. A diferència dels instruments moderns, on els trasts es poden fixar permanentment al coll, com en una guitarra, els instruments més antics utilitzaven cordes de budell lligades al coll per als trasts, i això feia que els seus instruments fossin ajustables. Els primers músics podien afinar els seus instruments a diferents modes. Els intèrprets de llaüt podrien afinar les cordes a diferents intervals i ajustar encara més els trasts per als modes.
La barreja de cultures de l'Àsia central i Aràbia va donar lloc a diversos pensadors que van escriure sobre música, incloent alguna cosa sobre el llaüt a les seves obres, com al-Kindí, Ziryab, al-Farabi, Avicenna i Safí ad-Din al-Urmawí, que tot i ser criats a l'Àsia central escrivien en àrab la llengua franca del seu temps, i participaven de la societat i la cultura musulmana. Els àrabs tenien una escala musical tanbar, descrita per al-Farabí, que dividia la corda en "40 parts iguals" podria ser romanent de Babilònia i Assíria. Tanmateix, els àrabs van comerciar amb els perses i els van conquerir, i aquests van adoptar les escales perses per als seus llaüts, de la mateixa manera que van adoptar els llaüts perses de coll curt.
Ziryab es va traslladar de Bagdad a al-Andalus, on va establir una escola de música a al-Andalus, on es va establir, i que es convertiria en un centre de desenvolupament d'instruments musicals per a Europa. Va ser un dels primers a afegir una cinquena corda a l'ud, entre 822 i 852.
Al-Farabi va incorporar completament les obres d'Aristoxen de Tàrent i Claudi Ptolemeu a la seva teoria dels tetracordes, i va escriure entre llibres de molts temes, el Kitab al-Musiqa al-Kabir (el Llibre Major de la Música) en el qual detallava com afinar un ud utilitzant proporcions matemàtiques. Va donar instruccions tant per a 10 trasts com per a 12, dient on col·locar els trasts de corda de tripa lligats (i mòbils) al coll. La seva manera d'afinar va permetre una "afinació "ud de 12 trasts — que resulta... escala de 'doble octava'", amb 22 notes a cada octava.

## Pop Àrab

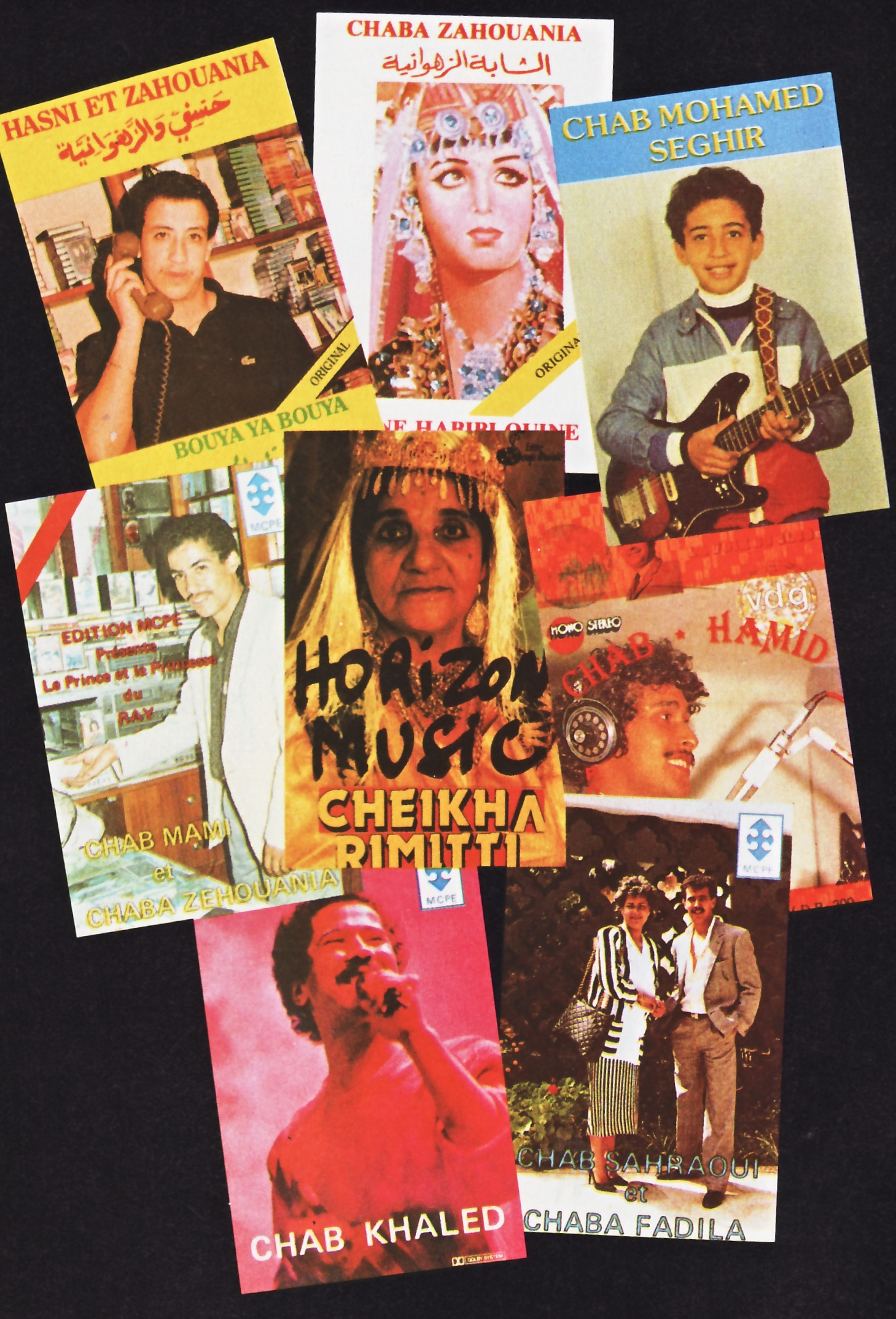
Col·lecció d'àlbums de 1980

El pop àrab es produeix principalment i es va originar al Caire, Egipte; amb la ciutat de Beirut com a centre secundari. És una conseqüència de la indústria cinematogràfica àrab (principalment pel·lícules egípcies), també situada principalment al Caire.
La música pop àrab és un gènere que combina sintèticament melodies pop amb elements de diferents estils regionals àrabs, anomenats ughniyah (àrab: أغنية) o en francès "cançó àrab". Utilitza instruments de corda, inclosa la guitarra, així com instruments tradicionals d'Orient Mitjà.
Un altre aspecte de la música pop àrab és el to general i l'estat d'ànim de les cançons. La majoria de les cançons tenen una clau menor, i els temes tendeixen a centrar-se en la nostàlgia, la malenconia, el conflicte i els problemes d'amor en general.